# サラ・フラー・アダムス
サラ・フラー・フラワー・アダムス（Sarah Fuller Flower Adams, 1805年2月22日 - 1848年8月14日）は、イングランドの詩人、作詞家。主に賛美歌の作詞をしており、「主よ御許に近づかん」の作詞をしたことで知られる。

## 生い立ち・家系
1805年2月22日、エセックスのオールド・ハーロウで生まれ、1806年9月にビショップス・ストートフォードの教会で洗礼を受ける。父親のベンジャミン・フラワーは急進的な編集者であり、サラはその下の娘であった。
父方の祖母マーサの家系は銀行業を営んでおり、姉のエリザ・フラワーは作曲家になった。おじのリチャード・フラワーとその家族は1822年にアメリカ合衆国へと移住し、イリノイ州でアルビオンという町を開拓した。
サラの母親は彼女が5歳の時に死亡したため、父親が娘たちの教育を行った。家族はミドルセックスのドールストンに移り住み、そこで著述家ハリエット・マーティノーに出会った。1823年に友人の宣教者ウィリアム・ジョンソン・フォックスと休暇でスコットランドを訪れた際には、ベン・ローモンド山の女性登山記録を更新している。ロンドンのサウスプレイス・ユニテリアン教会の奉仕者であるフォックスとアダムス姉妹は親しい関係を持ち、フォックスは姉妹の家を頻繁に訪れていた。その後は詩人のロバート・ブラウニングとも友人になり、姉妹とキリスト教信仰について議論した。

## 経歴
1825年ごろに父親が死去すると、姉妹はフォックス家の一員となった。姉妹は文字通り追求をはじめ、アダムスが先に体調を崩して結核を患った。その直後に姉妹はロンドン郊外のアッパー・クラプトンへと移り住み、フォックスが牧会するフィンズベリーのサウスプレイス教会へ通うようになった。彼は姉妹を励まし、その代わりに姉妹も彼の仕事を手伝っていた。姉のエリザが礼拝音楽を手掛け、アダムスは讃美歌の歌詞を書いた。フォックスは『ウエストミンスター・レビュー』の著者であり、ユニテリアン主義についての雑誌『マンスリー・レポジトリ』には、アダムスが友人ハリエット・テイラー・ミルの家で出会った鉄道技師で論客のウィリアム・ブリッジズ・アダムスのエッセイや詩、物語が掲載された。その後1834年にフラーはアダムスと結婚し、エセックスのラウトンに住んだ。
結婚後、フラーは夫に勧められた演劇の道へと進んだ。1837年にはリッチモンドでマクベス夫人やヴェニスの商人のポーシャを演じ、いずれも成功に終わった。その後ウェスト・エンド・シアターの登竜門とされるバースでの公演にオファーされるが、体調を崩したため文筆の道へと戻った。
1841年、自身最大の出版物Vivia Perpetua, A Dramatic Poemを発行する。この物語は、男性の支配下にいるのを拒みキリスト教信仰を捨てた若い妻が処刑されるという話である。また彼女は『ウェストミンスター・レビュー』にも寄稿し、詩人エリザベス・バレット・ブラウニングへの批評や、反穀物法同盟を支持する論説を執筆した。彼女の文筆活動は主に男女平等と労働者階級の権利を獲得するためのものであった。一方で牧師からの勧めに応じ、彼女は13の賛美歌詞を1840年から1841年にかけて書いた。この中には「主よ御許に近づかん」も含まれていた。また姉のエリザも讃美歌用に62曲を作っている。その他、1845年には子供向けのカテキズム「The Flock at the Fountain」も発行している。彼女が歌詞を書いた「主よ御許に近づかん」はマサチューセッツ州ボストン在住の牧師ジェームズ・フリーマン・クラークが1844年に発行した本に収録され、アメリカのキリスト教徒にも知られるようになった。そして同曲は1912年のタイタニック号沈没事故の際に繰り返し演奏されたことで知られている。

## 私生活
母親が虚弱体質であったこともあり、アダムスも姉のエリザも体が弱かった。肺の病にかかったエリザは1846年12月に死去し、その後アダムスも体調を崩しがちになった。そして1848年8月14日、43歳の若さで亡くなり、姉や両親と同じ墓地に葬られた。
アダムス夫妻には子供がおらず、ラウトンにあった旧居はブルー・プラークに登録された。彼女のことを著作家リチャード・ガーネットは「彼女を知る者はみな彼女の情熱について語る。彼女は独立的な美しさと魅力があり、デリケートで実に女性らしく、頭脳明晰であった。」と評した。

## 作品
- 主よ御許に近づかん（作詞）